# Perconia castilliaria
Perconia castilliaria là một loài bướm đêm trong họ Geometridae.